# José Ángel Carmona
José Ángel Carmona (ur. 29 stycznia 2002 w El Viso del Alcor) – hiszpański piłkarz, grający na pozycji obrońcy w hiszpańskim klubie Sevilla, której jest wychowankiem. Młodzieżowy reprezentant Hiszpanii.

## Kariera klubowa

### Sevilla FC
Jest wychowankiem klubu. 20 lipca 2021 przedłużył kontrakt do 2025 roku. Od końcówki sezonu 2021/2022 dołączył do seniorskiej drużyny Sevilli, debiutując 13 marca 2022 roku w zremisowanym meczu z Rayo Vallecano.  Łącznie zaliczył w drugiej drużynie 36 występy.   
11 stycznia 2023 roku przeszedł na wypożyczenie na okres rundy wiosennej do Elche CF. Na kolejny sezon, Sevilla ponownie zdecydowała się go wypożyczyć, do Getafe CF.  

## Statystyki kariery

### Klubowe
(aktualne na dzień 30 marca 2024)
| Klub               | Sezon              | Liga                  | Liga  | Liga   | Puchar kraju | Puchar kraju | Europa | Europa | Suma  | Suma   |
| Klub               | Sezon              | Liga                  | Mecze | Bramki | Mecze        | Bramki       | Mecze  | Bramki | Mecze | Bramki |
| ------------------ | ------------------ | --------------------- | ----- | ------ | ------------ | ------------ | ------ | ------ | ----- | ------ |
| Sevilla Atl.       | 2019/20            | Primera División RFEF | 1     | 0      | —            | —            | —      | —      | 1     | 0      |
| Sevilla Atl.       | 2020/21            | Primera División RFEF | 18    | 0      | —            | —            | —      | —      | 18    | 0      |
| Sevilla Atl.       | 2021/22            | Primera División RFEF | 17    | 0      | —            | —            | —      | —      | 17    | 0      |
| Sevilla Atl.       | Łącznie            | Łącznie               | 36    | 0      | 0            | 0            | 0      | 0      | 36    | 0      |
| Sevilla            | 2021/22            | Primera Division      | 1     | 0      | —            | —            | 1      | 0      | 2     | 0      |
| Sevilla            | 2022/23            | Primera Division      | 10    | 2      | —            | —            | 5      | 0      | 15    | 2      |
| Sevilla            | Łącznie            | Łącznie               | 1     | 0      | 0            | 0            | 6      | 0      | 17    | 2      |
| Elche (wyp.)       | 2022/23            | Primera Division      | 9     | 1      | —            | —            | —      | —      | 9     | 1      |
| Getafe (wyp.)      | 2023/24            | Primera Division      | 22    | 1      | 2            | 0            | —      | —      | 24    | 1      |
| Łącznie w karierze | Łącznie w karierze | Łącznie w karierze    | 78    | 4      | 2            | 0            | 6      | 0      | 86    | 4      |